# Chartridge
Chartridge är en civil parish i Storbritannien.   Den ligger i grevskapet Buckinghamshire och riksdelen England, i den södra delen av landet, 40 km nordväst om huvudstaden London. Orten har 1 624 invånare (2011).